# Piromyces rhizinflatus
Piromyces rhizinflatus är en svampart som beskrevs av Breton, Dusser, B. Gaillard, Guillot, Millet & Prensier 1991. Piromyces rhizinflatus ingår i släktet Piromyces och familjen Neocallimastigaceae.   Inga underarter finns listade i Catalogue of Life.